# March 703

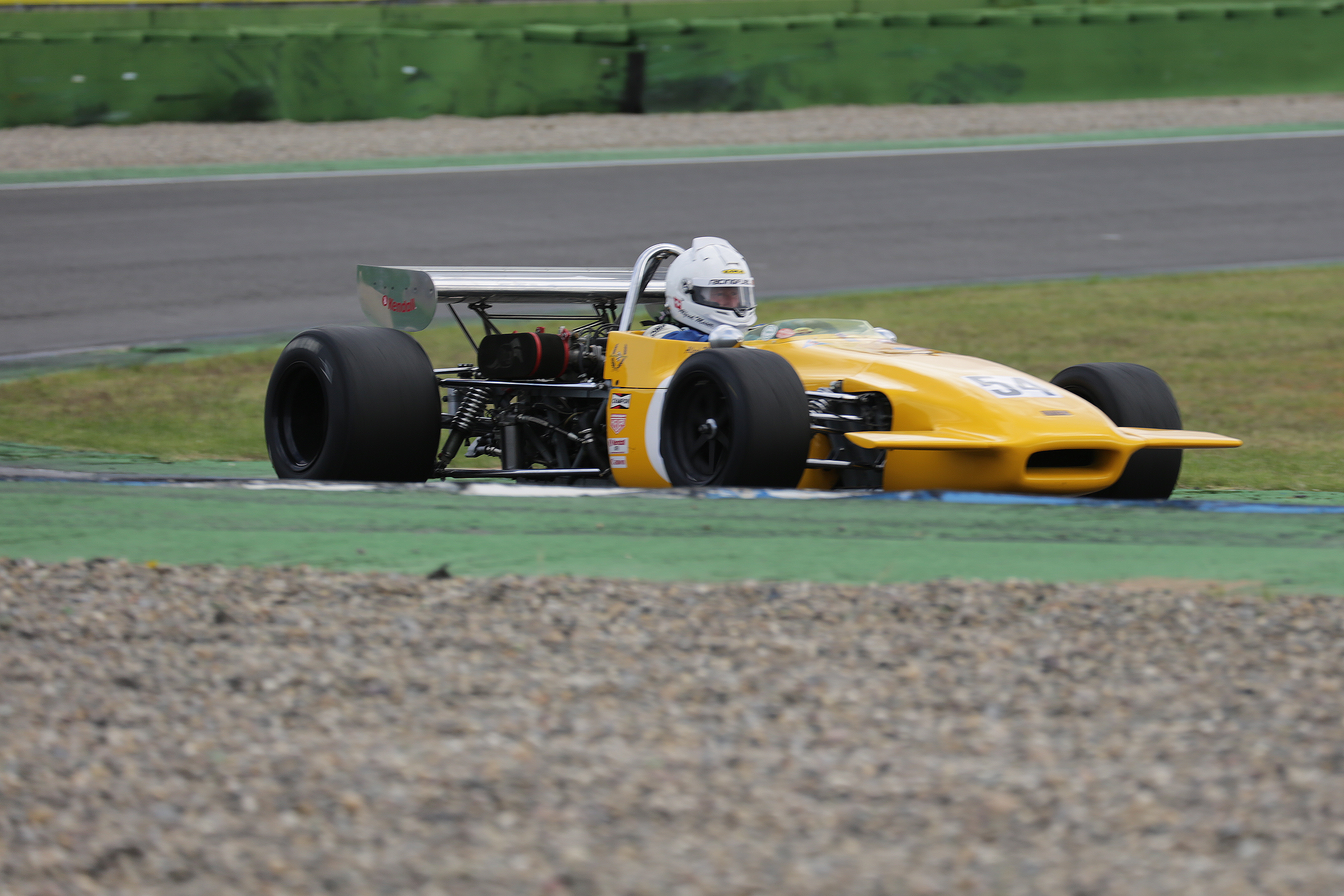
March 703

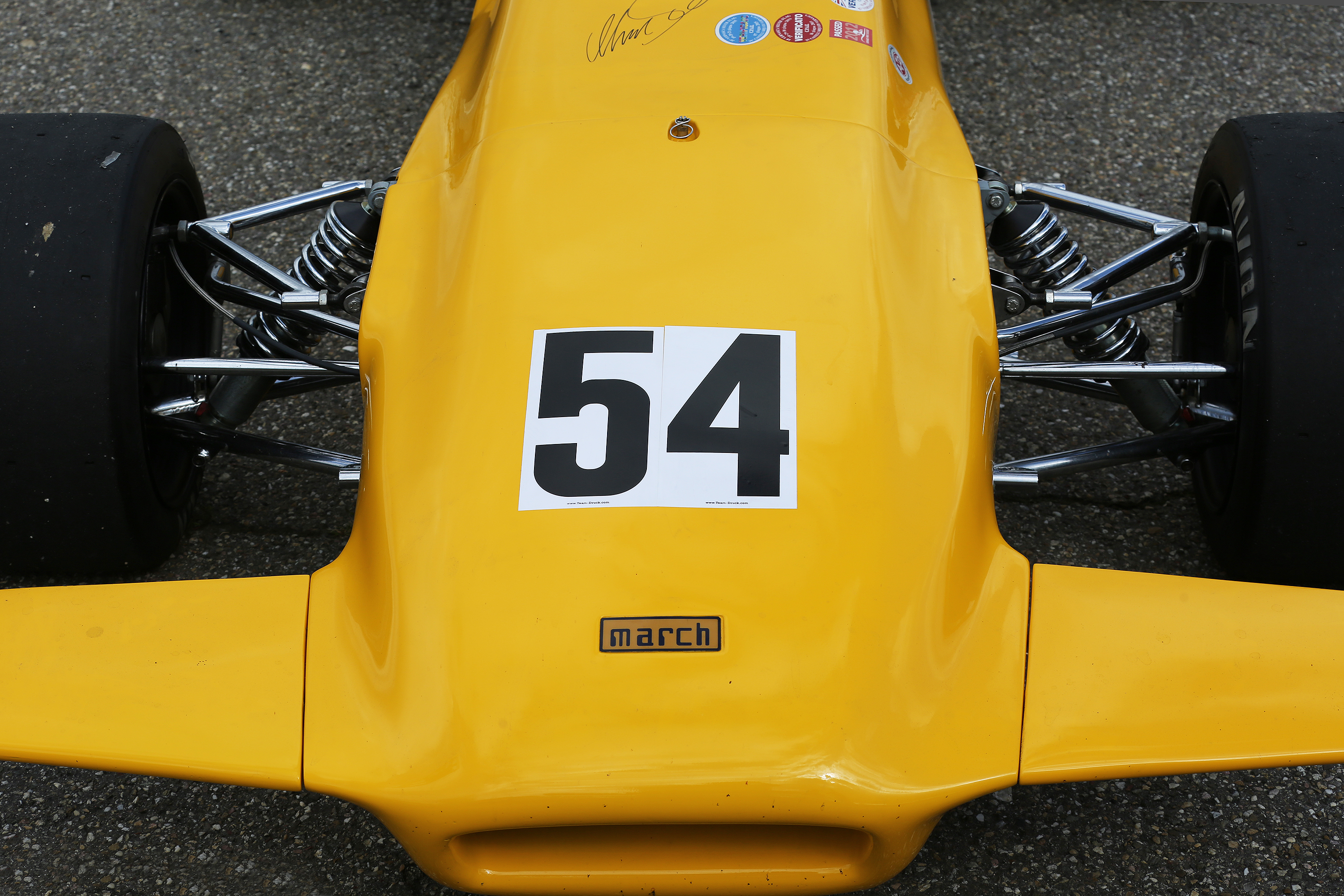
Front eines March 703

Der March 703 war ein Formel-3-Rennwagen, der 1970 von March Engineering gebaut wurde.

## Entwicklungsgeschichte
Der Mach 703 war das Schwesterfahrzeug des March 702. Wie der 702, der für die Formel 2 gebaut wurde, basierte der 703 auf dem 693 aus dem Jahre 1969. Das Auto war sperrig und übergewichtig und hatte Schwierigkeiten, seine Leistung auf die Straße zu bringen. Das Fahrverhalten besserte sich etwas, nachdem Flaps für mehr Abtrieb an der Nase angebracht wurden. Es hatte jedoch einen guten Ruf für sein Bremsverhalten.
Motorisiert wurden die Wagen mit den 1970 noch üblichen 1 Liter Vierzylinder-Motoren, wobei Aggregate der Tuner Lucas, Holbay, Novamotor, Felday und Funda zum Einsatz kamen. 

## Produktionszahlen
Insgesamt ist die Fertigung von 16 Wagen von March für die Saison 1970 belegt. 15 der Wagen wurden verkauft. Zwei wurden als Werkswagen eingesetzt (und später weiterverkauft), 5 Wagen gingen an das deutsche Eifelland Team, vier wurden an englische Fahrer verkauft und je zwei an Schweizer bzw. schwedische Piloten.

## Renngeschichte
Die 703 kamen in der britischen Formel-3-Meisterschaft zum Einsatz und keiner der Fahrer konnte damit einen Sieg erzielen. Nur Dave Morgan schaffte mit seinem 703 einige Podestplätze. Weitere Kundeeinsätze erfolgten in der deutschen und schwedischen Formel-3-Serie sowie bei Bergrennen. 1971 wurde der 703 vom March 713 abgelöst. Zudem änderte sich in der Formel 3 die Motorenformel, so dass die bestehenden 703 entweder auf andere Motoren umgerüstet wurden oder in andere Serien wechseln mussten.